# Amata eleonora
Amata eleonora là một loài bướm đêm thuộc phân họ Arctiinae, họ Erebidae.